# Yocat
Yocat es una localidad del municipio de Ticul en Yucatán, México.

## Toponimia
El nombre (Yocat) proviene del idioma maya.

## Localización
Yocat se encuentra al noreste de Ticul.

## Importancia histórica
Tuvo su esplendor durante la época del auge henequenero y emitió fichas de hacienda las cuales por su diseño son de interés para los numismáticos. Dichas fichas acreditan la hacienda como propiedad de Eusebio Escalante Bolio. Hay una mina de arcilla empleada para la alfarería.

## Demografía
Según el censo de 2005 realizado por el INEGI, la población de la localidad era de 0 habitantes.
| 0                           | 0 | 0 | 0 |
| (Fuente: INEGI [Consultar]) |   |   |   |